# Минузио
Мину̀зио (на италиански: Minusio) е град в Южна Швейцария, кантон Тичино.

## География
Градът е разположен в окръг Локарно в близост до административния център на окръга град Локарно на 246 m надморска височина. Население 6969 жители към 31 декември 2008 г.

## Личности
Починали
- Стефан Георге (1868-1933), германски поет